# The Classics IV
The Classics IV sono un gruppo statunitense formatosi a Jacksonville (Florida), nel 1965. La band, fondata dal cantante Dennis Yost, è nota principalmente per i successi Spooky, Stormy, Traces, e Song  pubblicati dal 1967 al 1970, entrati nella Billboard Hot 100 e divenuti nel tempo degli standard.

## Storia
Il gruppo iniziò con il nome "The Classics", una cover band di Jacksonville composta dal chitarrista J. R. Cobb, dal bassista Walter Eaton, dal tastierista Joe Wilson, dal sassofonista Greg Carroll e dal batterista Dennis Yost, che in precedenza aveva fatto parte dei The Echoes. Il nome "The Classics" derivava dalla batteria Classic che Yost possedeva. Era conosciuto nelle aree della Georgia e della Florida come il "batterista in piedi" perché era solito suonare in piedi. I Classics suonavano cover dei Ventures e versioni strumentali di famose composizioni come Misty e Summertime. Il pubblico cominciò a chiedere che le canzoni venissero cantate, così Dennis si propose anche come vocalist, e quello fu l'inizio della nuova direzione del gruppo.
Furono scoperti mentre si esibivano a Daytona Beach dal talent scout Alan Diggs, che ne divenne il manager insieme a Paul Cochran (ai quali successivamente si unì Buddy Buie). La coppia aveva stretto un'alleanza con il manager-editore Bill Lowery e spinse la band a trasferirsi ad Atlanta. Con l'aiuto di Lowery,  ottenne rapidamente un contratto per la produzione di singoli con la Capitol. Il singolo di debutto è "Pollyanna", una canzone scritta da Joe South e ed eseguita in uno stile che ricorda quello dei The Four Seasons. Tuttavia, dopo essere stati informati che esisteva già un gruppo discografico chiamato The Classics, che aveva avuto un singolo di successo nel 1963 con Till Then, i Classics aggiunsero "IV" al proprio nome per rappresentare i quattro membri.
I 3 brani di maggior successo della band, Spooky, Stormy e Traces vendettero ciascuno più di un milione di copie e furono tutti premiati con dischi d'oro dalla R.I.A.A. (Recording Industry Association of America). Questi tre successi e Every Day With You Girl apparvero anche nel film del 1977 The Chicken Chronicles che vide il debutto di Steve Guttenberg.
Nel 1993 Dennis Yost & Classics IV sono stati inseriti nella Georgia Music Hall of Fame.

## Membri
- J. R. Cobb: chitarra
- Dennis Yost (1943-2008): voce
- Kim Venable: batteria
- Joe Wilson, dal 1968 Dean Daughtry: basso
- Wally Eaton: chitarra

Prima e dopo la prematura scomparsa di Dennis Yost,  avvenuta nel 2018 all'età di 55 anni, ci furono  vari cambiamenti di formazione; The Classics IV continuano ad esibirsi con una line-up costituita da Tom Garrett (voce), Mark Cowless (basso), James Yoder (tastiere), Paul Weddle (sassofono), John Kerner (chitarra)) e Shawn White (batteria).

## Discografia parziale

### Album
- 1968: Spooky (Capitol)
- 1969: Mamas and Papas/Soul Train (Capitol)
- 1969: Traces (Capitol)
- 1970: Song (Liberty)
- 1973: What Am I Crying For (MGM)
- 1973: Dennis Yost & Classics IV (MGM)

### Singoli
- 1967: Spooky
- 1967: Soul Train
- 1968: Stormy
- 1968: Traces
- 1968: Everyday with You Girl
- 1969: Change of Heart
- 1969: Midnight
- 1969: The Funniest Thing
- 1970: Where Did All the Good Times Go
- 1972: What Am I Crying For
- 1973: Rosanna
- 1975: My First Day Without Her